# Juliaan Lampens

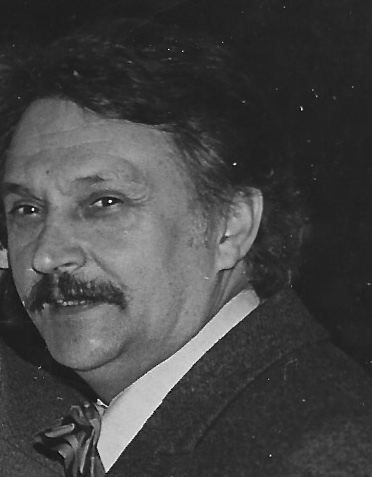
Juliaan Lampens

Juliaan Lampens (* 1. Januar 1926 in De Pinte; † 6. November 2019 in Gent) war ein belgischer Architekt des Brutalismus.

## Werdegang und Werk

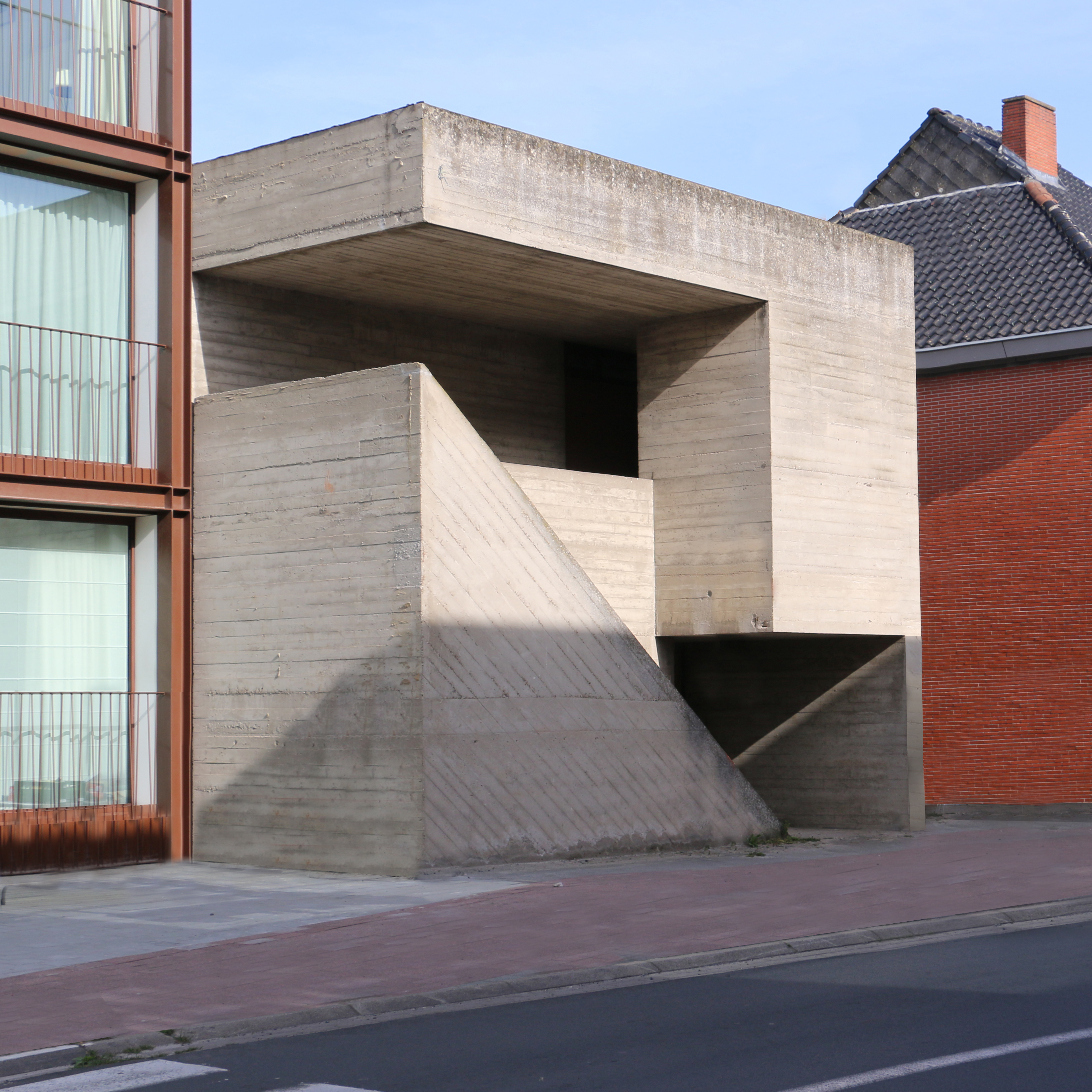
Ehemalige Bibliothek, erbaut 1970 in Eke nach Entwurf von Juliaan Lampens

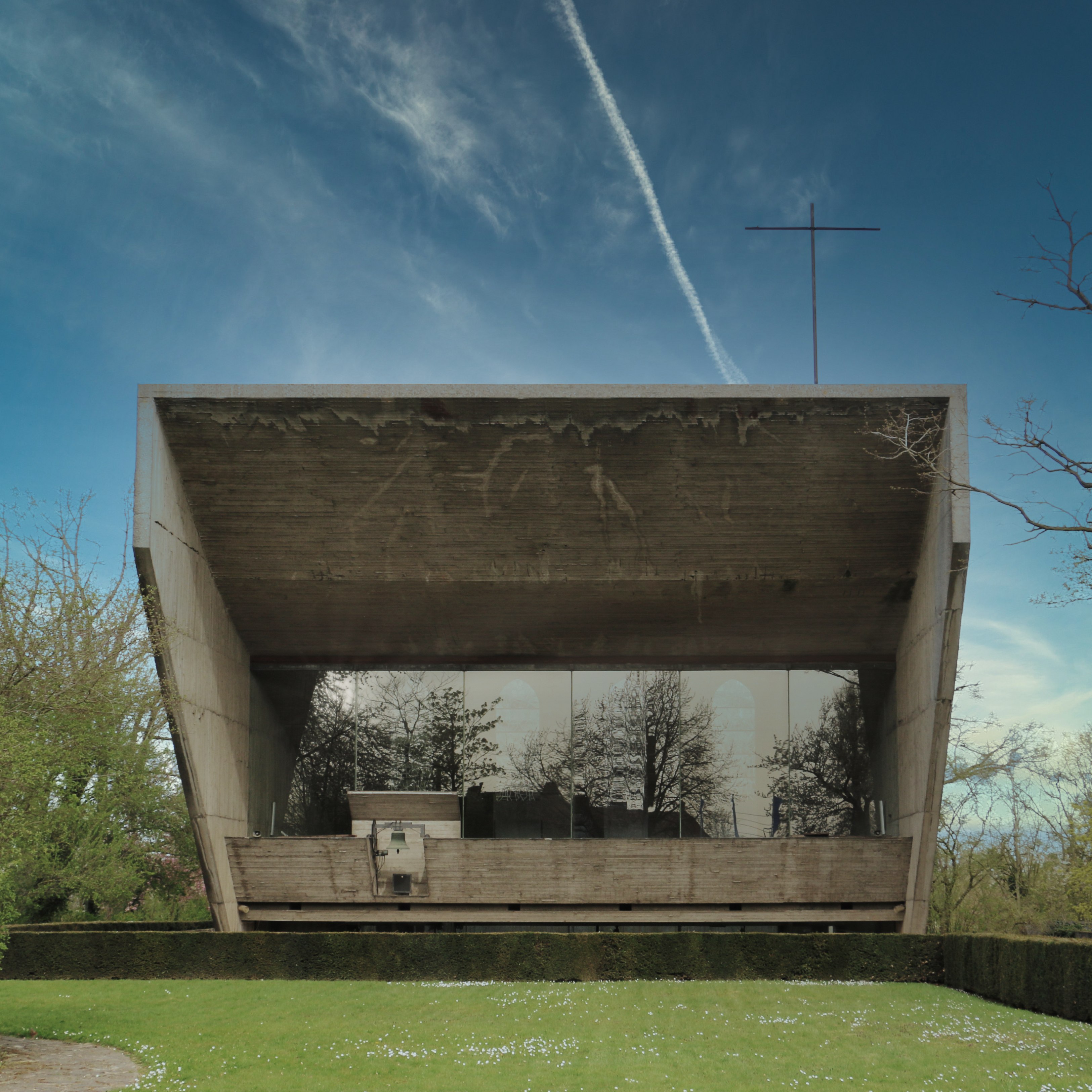
Wallfahrtskapelle Kerselare bei Oudenaarde, erbaut 1966 nach Entwurf von Juliaan Lampens

Nach seinem Studium in Gent begann Juliaan Lampens seine Karriere als Architekt in Eke, Provinz Ostflandern.
Obwohl er seine Karriere mit eher traditioneller Architektur begann, änderte Lampens’ Besuch auf der Expo 58 in Brüssel seinen architektonischen Stil zu Brutalismus und Beton, ähnlich den Stilen von Le Corbusier und Ludwig Mies van der Rohe.
Lehrtätigkeit
1974 begann Lampens als Professor am Institut Saint-Luc in Gent und erhielt 1985 den Titel eines ordentlichen Professors.

## Bauten (Auswahl)
- 1960: Privathaus[3][4]
- 1966: Kapelle Onze-Lieve-Vrouw van Kerselare, Oudenaarde[5][6][7]
- 1967: Vandenhaute-Kiebooms-Haus, Zingem[8]
- 1970–1974: VanWassenhove-Haus, Laethem-Saint-Martin[9]
- 1970: Bibliothek, Eke[10]